# 钉枪

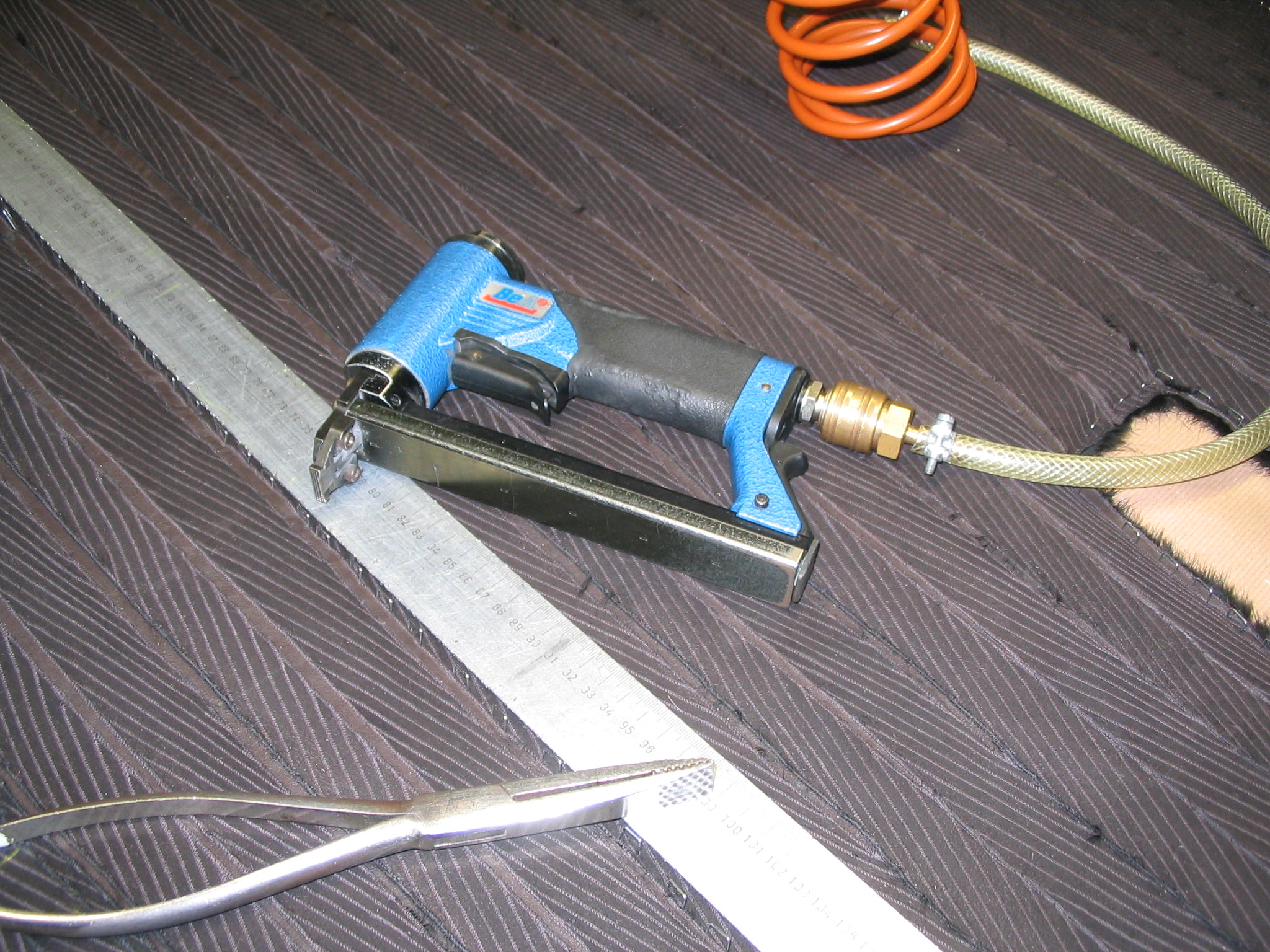

钉枪是一种手持式机器，用于将騎馬釘打入木材、塑料或砖石中，目的是將各種物體固定起來。通常有三种不同类型的钉槍，分別是手动釘槍、电动釘槍和气动（压缩空气）釘槍。电动钉枪可以比手动釘槍更快地打出釘子。